# La Reforma y el arte

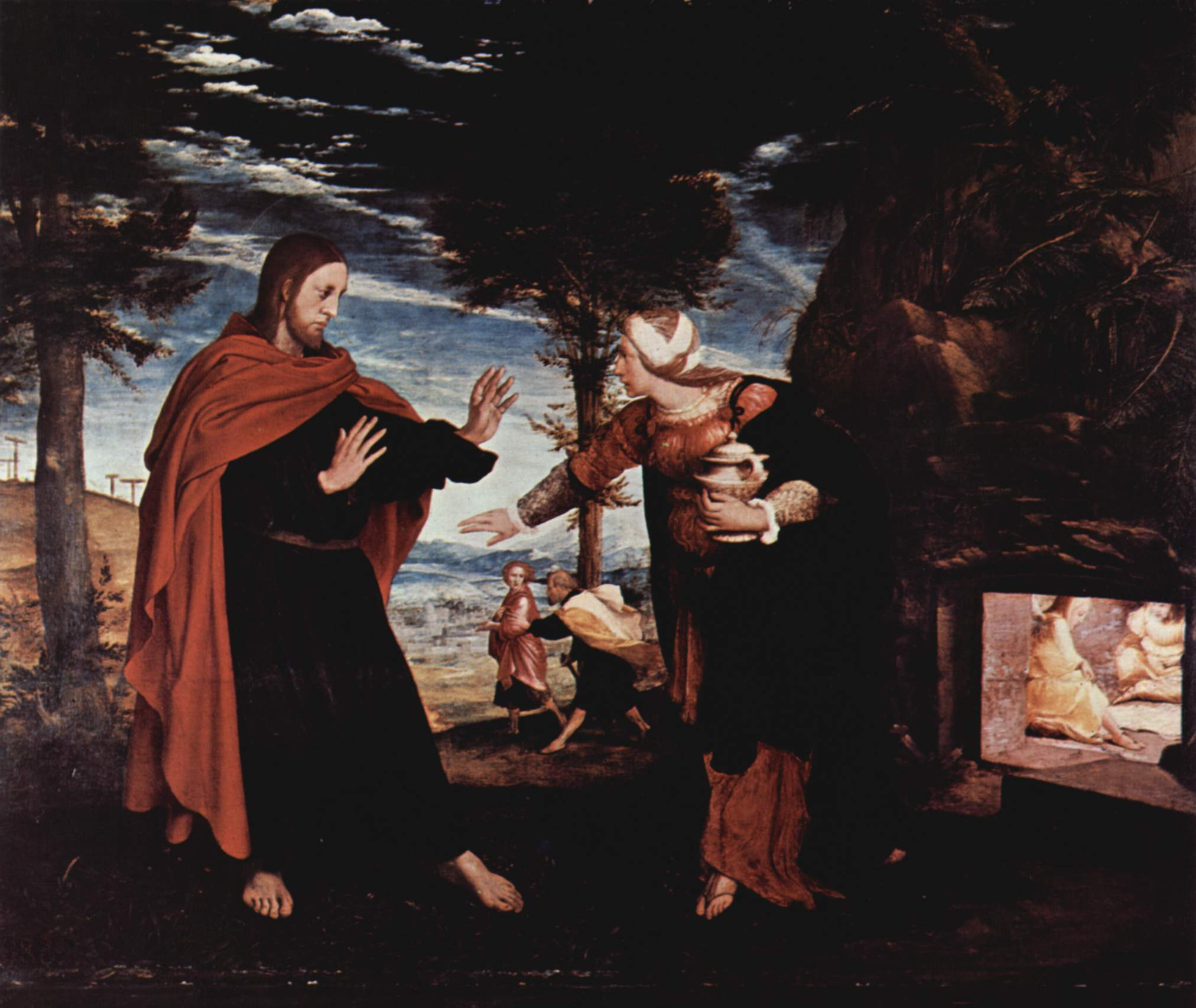
Pintura Noli me tangere de Hans Holbein el Joven, una relativamente rara pintura protestante de Cristo realizada al óleo. Es de pequeñas dimensiones, y de un estilo por lo general natural, evitando elementos góticos tales como la aureola, que apenas se puede notar.

La Reforma protestante durante el siglo XVI en Europa dio lugar a una nueva tradición artística que se adhería a los temas protestantes y divergía de una manera drástica de la tradición del sur de Europa y el arte humanista producido durante el Renacimiento. A su vez, la Contrarreforma católica reaccionó en contra y respondió a las críticas protestantes del arte en la Iglesia católica produciendo un estilo más astringente del arte católico. El arte religioso protestante abrazó los valores del protestantismo y contribuyó a la proliferación del Protestantismo, pero disminuyó en gran medida la cantidad de arte religioso producido en los países protestantes. Los artistas en los países protestantes se diversificaron en formas seculares de arte, tales como pintura de historia, pintura del paisaje, pintura de retratos y pintura de naturaleza muerta.

## Arte y Reforma

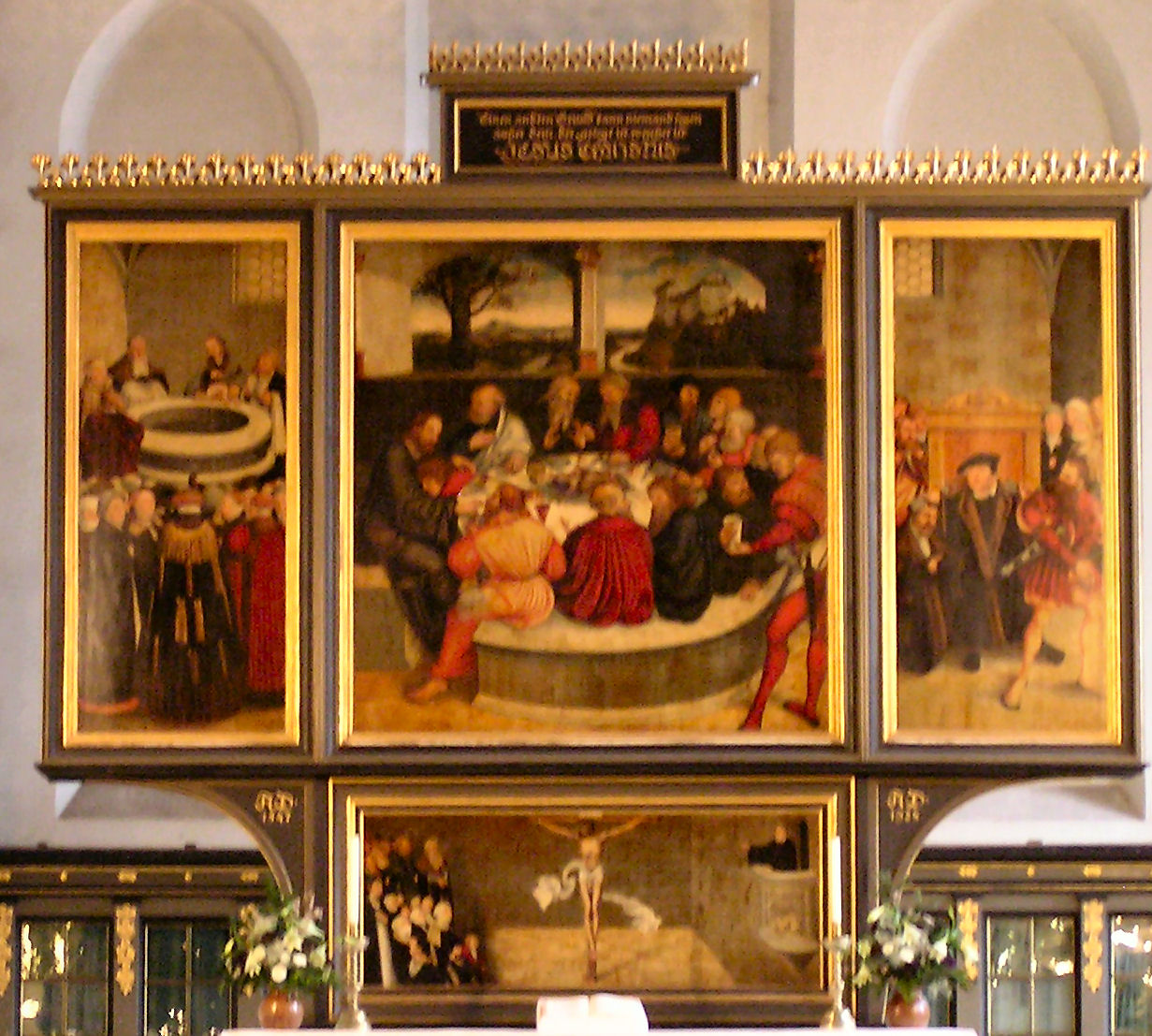
Retablo de la Iglesia de Santa María en Wittenberg, Alemania, pintado por Lucas Cranach el Viejo. Una obra protestante temprana que muestra, en el cuadro del centro, a varios de los líderes de la Reforma representados como apóstoles en la Última Cena.

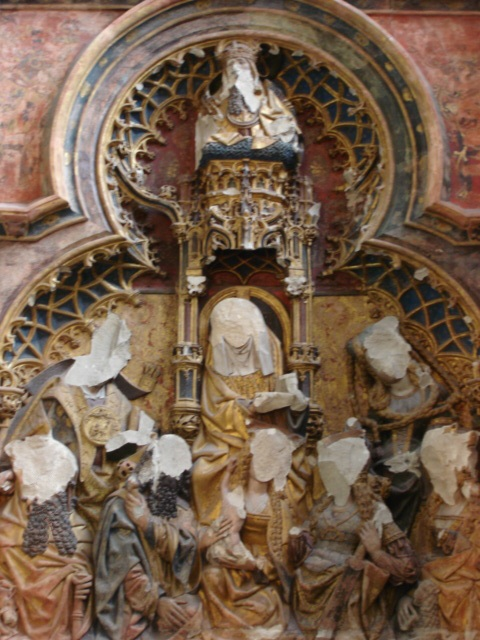
Obra en el altar de la Catedral de San Martín en Utrecht, Holanda, atacada en 1566 durante el Beeldenstorm. Este retablo quedó nuevamente visible luego de la restauración de 1919 en la que se quitó una falsa pared que había sido colocada para ocultarlo.

La Reforma fue un movimiento religioso que tuvo lugar en el oeste de Europa durante el siglo XVI, el cual produjo una división en la cristiandad entre católicos y protestantes. Este movimiento “generó un quiebre norte-sur en Europa, donde por lo general los países septentrionales se convirtieron al protestantismo, mientras que los países meridionales permanecieron católicos.”
La Reforma produjo dos ramas principales del protestantismo: la una fueron las iglesias evangélicas que seguían las enseñanzas de Martin Lutero, y la otra las iglesias reformadas, que se basaban en las ideas de Juan Calvino y Ulrico Zuinglio. A partir de estas ramas se formaron cuatro ramas principales reformadas: luterana, calvinista, anabaptista y anglicana, lo cual causó una mayor fragmentación de la tradición cristiana.
La teología protestante se centra en la relación individual entre el fiel y lo divino. El énfasis del movimiento en la relación personal del individuo con Dios se reflejó en el número de personas comunes y escenas de la vida cotidiana que se representaron en el arte. El protestantismo predicaba que, dado que Dios creó al hombre a su imagen, la humanidad es perfección. El arte que pretendía representar figuras religiosas o escenas siguió la teología protestante buscando representar a personas e historias que enfatizaran la salvación mediante la gracia divina y no gracias a obras personales o mediante la intervención de la burocracia eclesiástica. En lo que respecta a los temas, las imágenes icónicas de Cristo y las escenas de la Pasión se hicieron menos frecuentes, al igual que las representaciones de santos y el clero. Se preferían escenas narrativas de la Biblia y posteriormente, representaciones moralizantes de la vida moderna. Algunas escenas muestran pecadores siendo aceptados por Cristo, de acuerdo con la concepción protestante de que la salvación solo proviene a través de la gracia de Dios.

## Iconoclasia protestante
La Reforma Protestante dio lugar a una ola de iconoclasia, (destrucción de imágenes religiosas). Todas las formas de protestantismo mostraron hostilidad hacia las imágenes religiosas, al considerarlas expresiones de idolatría, especialmente esculturas y grandes pinturas. Las ilustraciones en libros e impresiones eran menos resistidas, ya que eran de menores dimensiones y más privadas. Los líderes protestantes, especialmente Ulrico Zuinglio y Juan Calvino, eliminaron de manera activa imágenes en las iglesias controladas por sus seguidores y tildaron de idolatría la veneración a la gran mayoría de las imágenes religiosas, incluso las cruces simples. Martin Lutero, en Alemania, inicialmente hostil, finalmente permite e inclusive promueve la muestra de un número limitado de imágenes religiosas en las iglesias siempre y cuando se recordara a los feligreses que las imágenes eran representaciones simbólicas de lo divino, y no eran divinas en sí mismas (que de hecho es también la postura de los católicos). El uso de imágenes fue uno de los temas en los cuales Lutero se opuso en forma más decidida a Andreas Karlstadt, quien era más radical. Durante algunos años, algunas obras para altares luteranos, tales como la Última Cena de Cranach El Joven, fueron producidas en Alemania, especialmente por Lucas Cranach que era amigo de Lutero, para reemplazar a las católicas, a menudo conteniendo retratos de los líderes de la Reforma como apóstoles u otros protagonistas, pero manteniendo la representación tradicional de Jesús. Inclusive comenzaron a circular historias sobre imágenes "indestructibles" de Lutero, que habían sobrevivido a incendios, según se decía gracias a intervención divina; por otra parte, los reformistas hacían notar cuán a menudo las cruces y crucifijos eran alcanzados por rayos.
La destrucción fue extremadamente traumática y promovió la división dentro de las comunidades, una manifestación física explícita, a menudo impuesta desde arriba, que no podía ser ignorada. Esta es la razón por la cual los reformistas estaban a favor de un único golpe dramático, y numerosos actos prematuros en este sentido incrementaron de manera abrupta la hostilidad posterior entre las comunidades católicas y reformistas —ya que por lo general era al nivel de la ciudad, poblado o villa que estas acciones tenían lugar, excepto en Inglaterra y Escocia—. Pero los reformistas a menudo se sentían motivados por fuertes convicciones personales, como muestra el caso de Frau Göldli, sobre el cual se le solicitó a Zwingli consejo. Ella era una dama suiza que le había prometido a san Apolinar que si ella se recuperaba de una enfermedad ella donaría una imagen del santo al convento local, lo cual realizó. Posteriormente ella se convierte al protestantismo, y siente que debe dar marcha atrás con lo que ahora considera una acción errónea, ella fue a la iglesia del convento, quitó la estatua y la quemó. Juzgada acusada de blasfemia, pagó una pequeña multa sin protestar, pero se negó rotundamente a pagar la cantidad de dinero adicional que la corte le ordenó debía abonar al convento para reemplazar la estatua, arriesgándose a importantes penalidades. Zwingli en su carta aconsejaba que le abonara a las monjas una suma aun mayor pero con la condición que no reemplazaran la estatua, se desconoce el desenlace final de esta historia. Hacia el final de su existencia, luego que las expresiones iconoclastas se convirtieran en una característica de las primeras fases de las Guerras de religión de Francia, hasta Calvino se alarmó y las criticó, al notar que se habían vuelto contraproducentes.